# Palazzo Ducale (Digione)
Il Palazzo Ducale di Digione, o Palazzo dei Duchi e degli Stati di Borgogna, in francese Palais des Ducs et des Etats de Bourgogne, è l'antica residenza dei duchi di Borgogna, fino al 1477, poi dei Governatori della Borgogna. Dal 1679 divenne sede degli Stati generali di Borgogna fino alla Rivoluzione francese. Dal 1809 è sede del Municipio e del Museo delle belle arti.
Il palazzo venne dichiarato monumento storico di Francia nel 1862.

## Storia e descrizione

### Origini

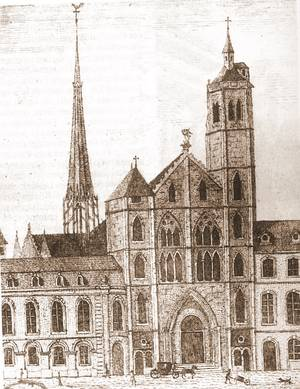
La Sainte-Chapelle.

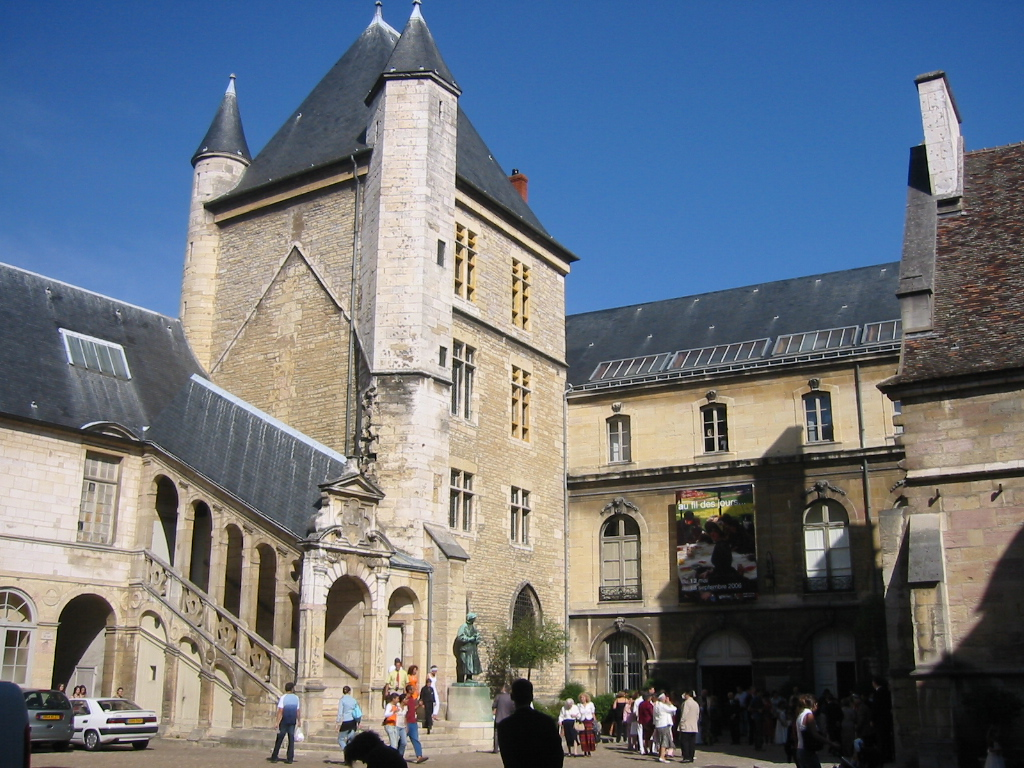
La Cour de Bar con la torre omonima.

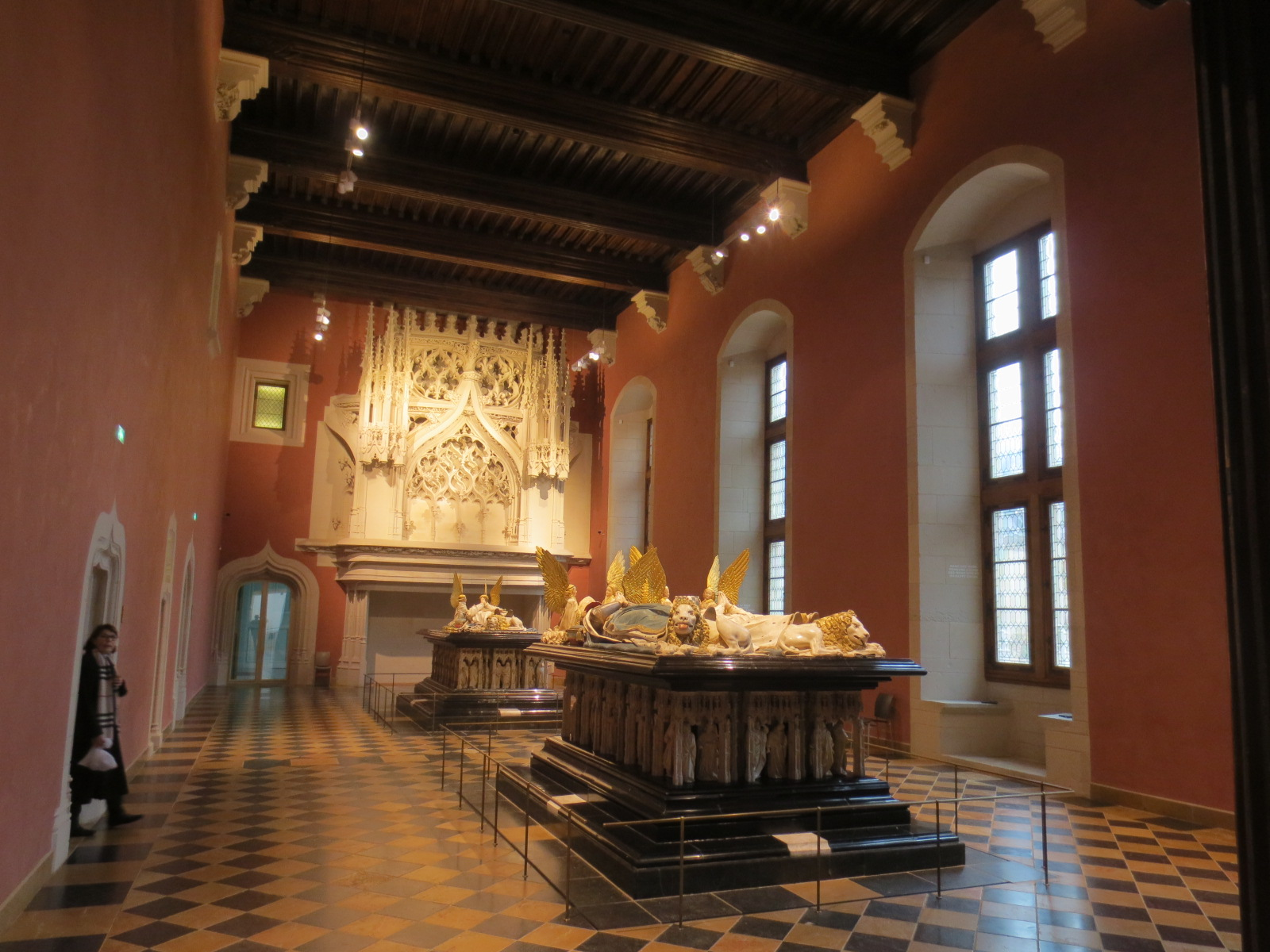
La Sala delle Guardie.

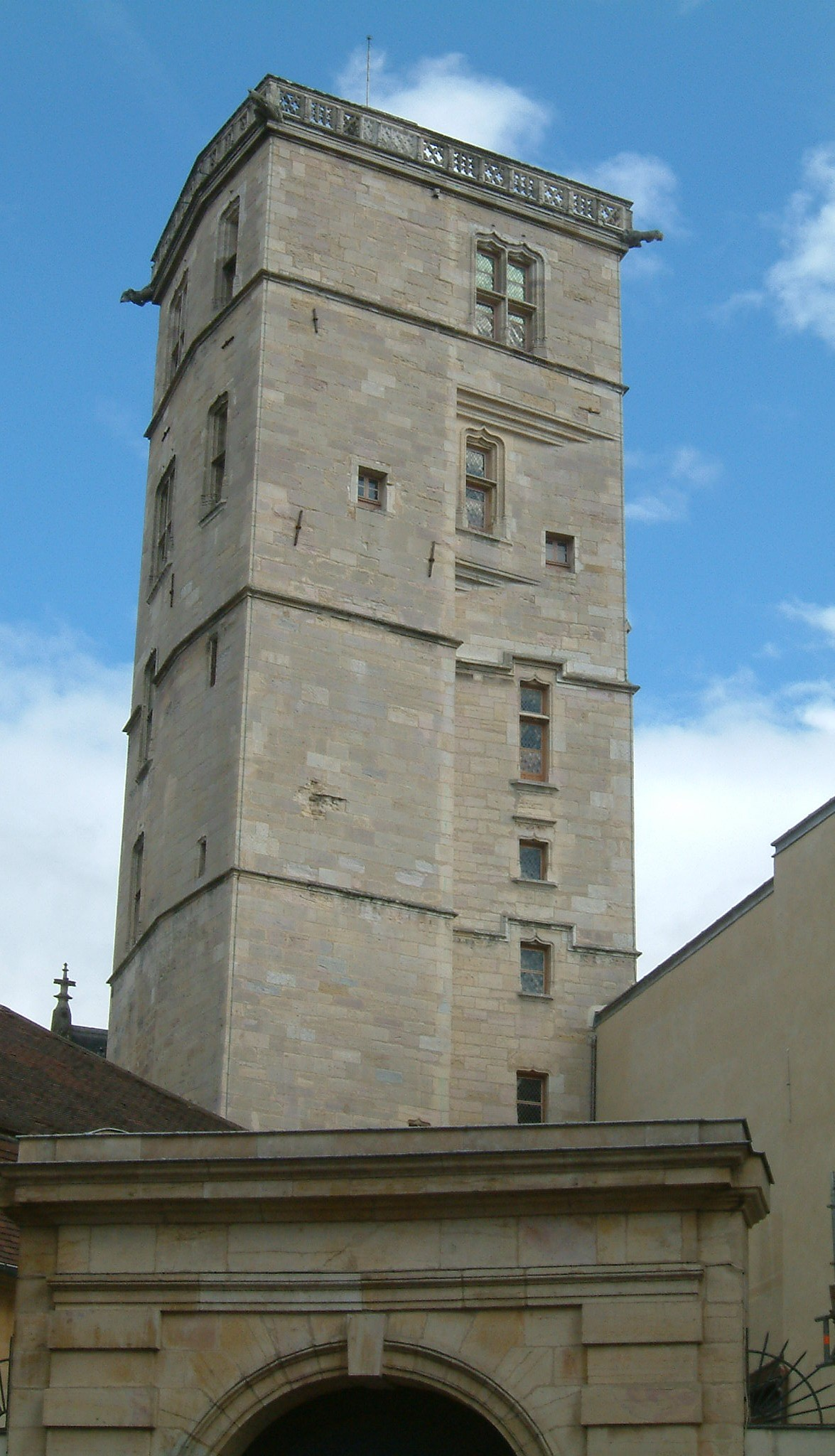
La Torre di Filippo il Buono.

Con l'annessione del Regno di Borgogna al Regno dei Franchi e l'estinzione dei Carolingi, a partire dal IX secolo gli Stati borgognoni si frammentarono in varie porzioni fra cui il Ducato di Borgogna, che fu assegnato a Riccardo il Giustiziere della dinastia dei Bosonidi. A quest'epoca, nel IX secolo, su questo luogo sorgeva un semplice castello ducale addossato alle mura del castrum gallo-romano del III secolo.

### Il primo Palazzo Ducale
Il primo palazzo risale al XII secolo, e nel 1171 Ugo III di Borgogna vi fece erigere la Sainte-Chapelle in seguito a un voto. Il palazzo, tranne la cappella, fu completamente rifatto a partire dal 1365-66. Infatti nel 1363 il Re di Francia Giovanni il Buono concesse il Ducato in appannaggio al figlio minore Filippo l'Ardito, che si prodigò per espandere, attraverso un'accorta politica matrimoniale, i propri domini costituendo i Paesi Bassi borgognoni, che comprendevano la quasi totalità delle Fiandre e i principati minori del Lussemburgo e della Franca Contea.

### Il cantiere gotico
Così appena Filippo l'Ardito arriva a Digione nel 1365 commissiona a Belin de Comblanchien la costruzione di una torre residenziale di tre piani: la Tour Neuve; provvista di vaste sale dotate di grandi camini e quella al pianterreno destinata a sala capitolare della Sainte-Chapelle. In seguito, con la Battaglia di Bulgnéville del 21 luglio 1431 i borgognoni vincono i lorenesi e fanno prigioniero Renato d'Angiò, duca di Bar e di Lorena, che venne rinchiuso nella torre, detta da allora Tour de Bar.
Filippo il Buono è il grande costruttore del palazzo. Nel 1433 fa erigere la grande cucina di 12 metri per lato con grande volta sostenuta da otto colonne e tre pareti occupate da grandi camini doppi. Fra il 1448 e il 1455 commissiona all'architetto lionese Jean Poncelet una nuova ala, il Logis ducal dalla facciata gotico-fiammeggiante aperta da finestre crociate che accoglie la grande Sala delle Guardie. Con i suoi 18 metri di lunghezza, 9 di larghezza e 9 d'altezza, era destinata alle feste e ricevimenti ducali.
Nel 1432 il duca scelse la Sainte-Chapelle di Digione come sede dell'Ordine del Toson d'oro, creato il 10 gennaio 1430, giorno del suo matrimonio con Isabella del Portogallo. Nella cappella, inoltre, vi venne custodita l'Ostia miracolosa donata a Filippo il Buono da papa Eugenio IV nel 1434 come riconoscimento per il sostegno ricevuto dal duca di Borgogna durante il Concilio di Basilea.
Verso il 1460 il duca aggiunge la Tour de la Terrasse al Logis ducal. La torre che oggi porta il suo nome, è a pianta trapezoidale, alta 46 metri, e rappresenta il simbolo dell'autorità ducale. Presenta finestre crociate dalle belle decorazioni, e ospitava appartamenti collegati da una scala elicoidale che portava alla terrazza sommitale.

### Il cantiere barocco di Mansart

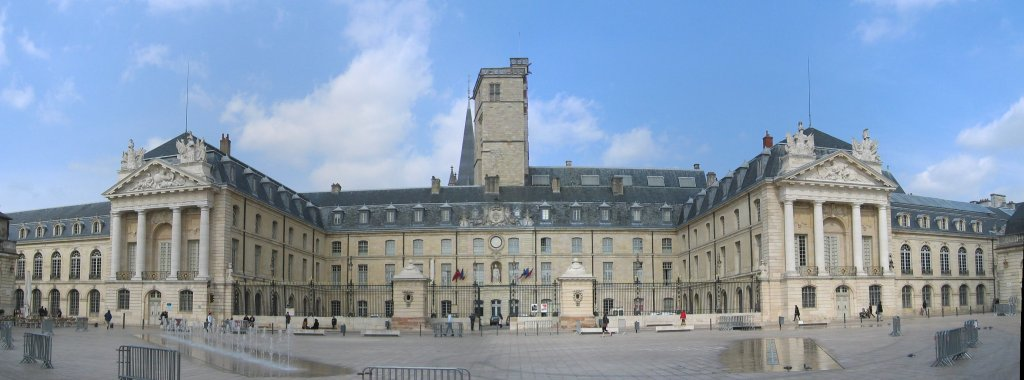
Il fronte principale.

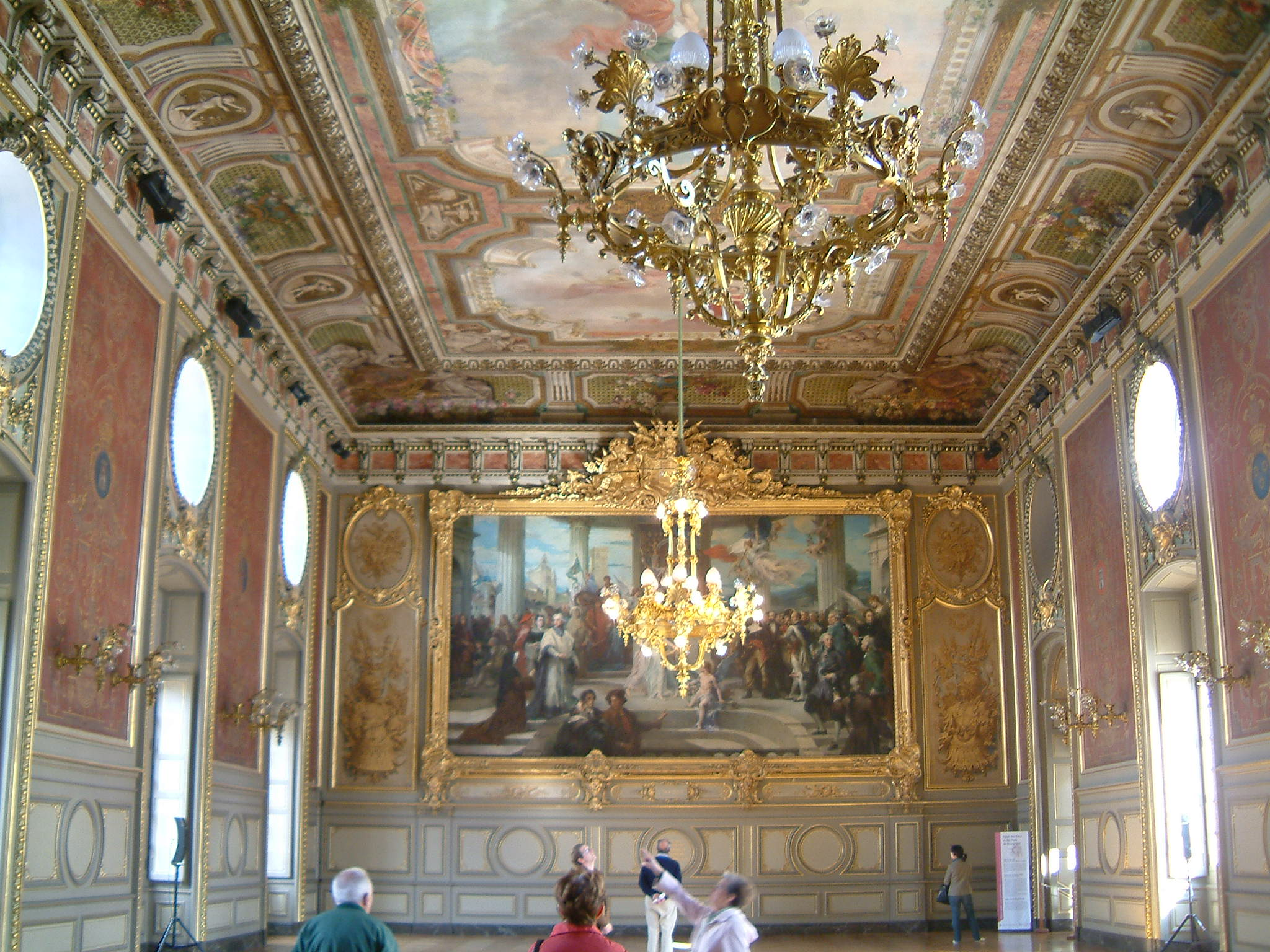
La Salle des États di Mansard.

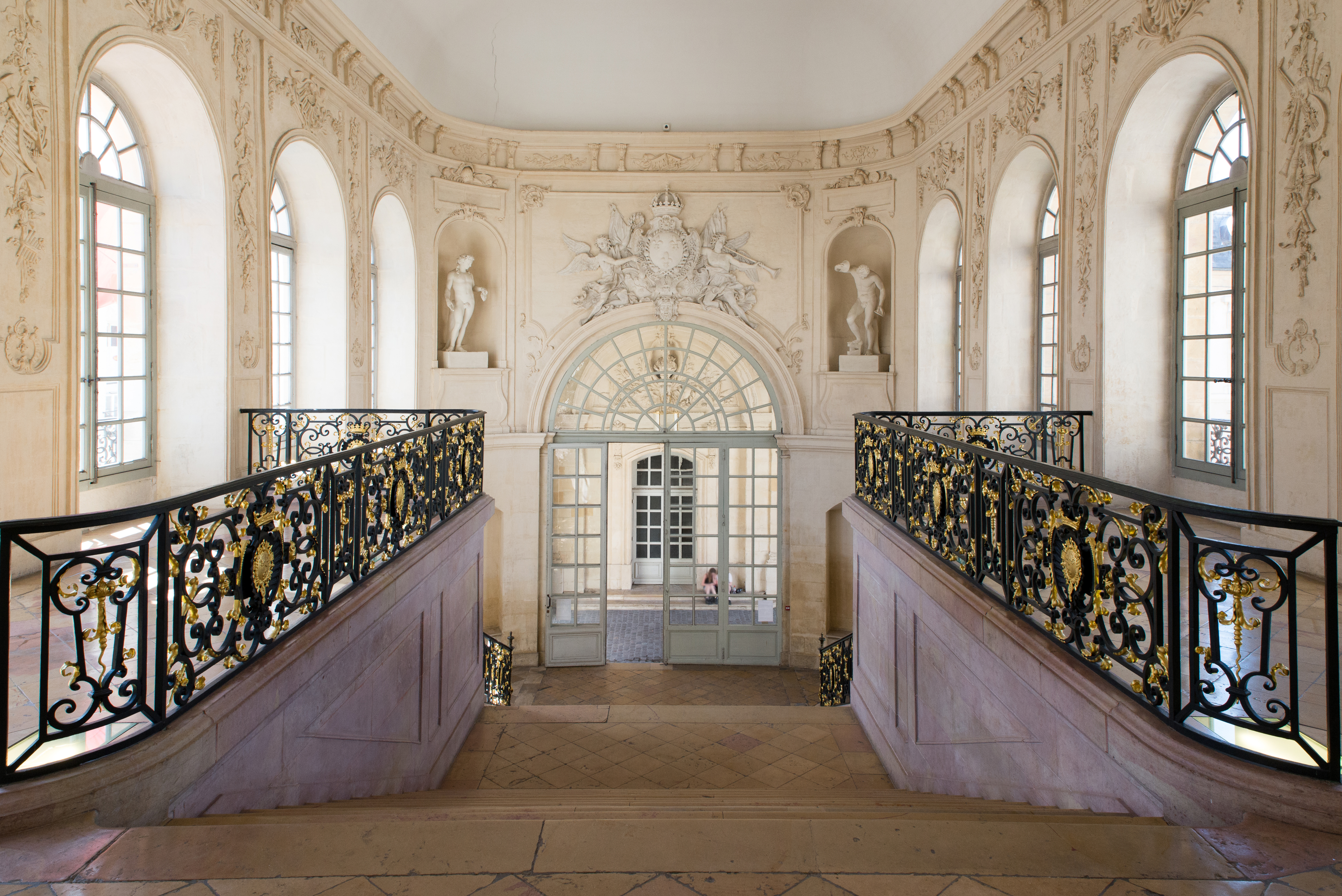
Lo Scalone d'onore di Gabriel.

Con la morte di Carlo il Temerario e il conseguente Trattato di Arras parte del Ducato di Borgogna viene annessa ai domini reali di Luigi XI di Francia e il palazzo dei duchi diventa Logis du Roi che servirà a residenza dei Governatori della provincia e di soggiorno dei re in visita in città.
Dal 1679 il palazzo ospiterà gli Stati generali di Borgogna, e l'edificio venne notevolmente ingrandito e ristrutturato in stile barocco conservando tuttavia la base gotica d'origine. Architetto ne fu il grande Jules Hardouin Mansart che vi pose mano a partire dal 1685. Realizzò le facciate dal gusto classico e concepì una nuova sistemazione per la piazza frontale, la Place Royale, improntata su un emiciclo disegnato da arcate balaustrate che fa da cornice alla statua equestre del Re Sole, del 1725, poi andata distrutta dalla Rivoluzione francese. All'interno Mansart realizzò fra il 1682 e il 1689 la sontuosa Salle des États, dove si riunivano periodicamente i tre Stati Nobiltà, Clero e Terzo stato, poi manipolata successivamente. Nel 1735 su commissione degli Stati generali, Jacques Gabriel realizza la bella scalinata in ferro battuto dello scalone d'onore; e fra il 1738 e il 1743 costruisce la Chapelle des Élus in stile Rococò. Nel 1784 si aggiunge la Salle de Flore destinata alle feste.

### Dalla Rivoluzione a oggi
Con la Rivoluzione, l'antica provincia di Borgogna venne soppressa e il palazzo ribattezzato Maison nationale ospiterà il tribunale e le amministrazioni del nuovo dipartimento della Côte-d'Or. 
Nel 1799 vi si installa il Museo di belle arti e nel 1809 gran parte del palazzo diviene la sede del Comune di Digione.